# ロストック国際園芸博覧会
ロストック国際園芸博覧会（ロストックこくさいえんげいはくらんかい, IGA 2003 Rostock）は、2003年4月25日から10月12日までドイツのロストックで開催された国際園芸博覧会であり、博覧会国際事務局が認定した国際博覧会（認定博）である。